# Carmen Porter
Carmen María Porter Ucha (Madrid, 23 de agosto de 1974) es una periodista española especialmente conocida por presentar, junto a su marido Iker Jiménez, el programa de radio Milenio 3 de Cadena Ser (2002-2015) y el programa de televisión Cuarto Milenio desde 2005.

## Biografía
Aunque es madrileña, vivió varios años de joven en la provincia de Alicante, en localidades como Guardamar del Segura. Licenciada en Periodismo por la Universidad Complutense de Madrid y la Universidad Europea de Madrid. Es esposa del también periodista Iker Jiménez y, desde sus comienzos profesionales, colabora con él en numerosos proyectos en los medios de comunicación.
Su madre es farmacéutica, y tiene una hermana y un hermano. Su padre, que era constructor, ya falleció.
De pequeña, con dos años, intentaron secuestrarla cuando iba con su madre embarazada por la calle de Goya. Un hombre la cogió de la silla y se la llevó corriendo, y solo gracias a dos chicos jóvenes, que oyeron los gritos de su madre y lo persiguieron, la lanzó y se dio a la fuga.
Su carrera profesional empezó a tener notoriedad a raíz de su labor junto a Jiménez en el programa de radio Milenio 3, emitido por la Cadena SER desde 2001. No obstante, las mayores cotas de popularidad se las debe al espacio televisivo Cuarto Milenio, que conduce desde 2005, también de nuevo junto a su marido en la cadena de ámbito nacional Cuatro.
En cuanto a su trayectoria en publicaciones escritas, colabora habitualmente en la revista Más Allá, y durante algún tiempo, fue redactora jefa de la revista Enigmas. 
Por otro lado, ha escrito cinco libros, siempre tratando temas cercanos a lo misterioso y paranormal.
Finalmente, también coordina el blog La Nave de la Moda.
En cuanto a su vida personal, fue madre por primera vez el 31 de diciembre de 2011, de una niña llamada Alma Jiménez Porter.
Ampliando su trayectoria profesional, el 9 de abril de 2013 comenzó a dirigir y presentar Al otro lado en Telecinco, un programa de monográficos que reciclaba temas ya emitidos anteriormente en Cuarto Milenio. No obstante, esta circunstancia no significó una ruptura profesional con Iker Jiménez, ya que siguió con su labor en Cuarto Milenio. Tras la segunda emisión, el 16 de abril, la cadena optó por no producir más programas debido a los bajos datos de audiencia, Al otro lado fue retirado de la parrilla de Telecinco.
En 2020 comenzó a presentar Horizonte de nuevo junto a Jiménez, al que llegó a sustituir en 2022 al frente del programa durante su ausencia por COVID-19. 
En 2022, Porter debutó también con un programa en solitario, Futura, concebido como una extensión de Cuarto Milenio y Horizonte dedicado a la ciencia y la tecnología punta. Este programa duró dos temporadas antes de ser cancelado por bajas audiencias a principios de la segunda.
También tiene un blog llamado La Nave de la Moda.

## Publicaciones
- Misterios de la Iglesia. Ed. EDAF, S. A., 2002. ISBN 8441411042
- La sábana Santa: ¿Fotografía de Jesucristo?. Ed. EDAF, S. A., 2003. ISBN 8441412413
- La Iglesia y sus demonios. Ed. EDAF, S. A., 2005. ISBN 8441417733
- Milenio 3: El libro. Aguilar, S. A. de ediciones-Grupo Santillana, 2006. ISBN 8403097107

## Actividad profesional

### Radio
- Milenio 3 de Cadena SER (2002-2015)

### Televisión
- Al otro lado (2004-2005) en Telecinco
- Cuarto Milenio (2005-presente) en Cuatro
- Al otro lado (2013) en Telecinco
- Horizonte (2020-presente) en Cuatro
- Futura (2022) en Cuatro

### Internet
- Milenio Live en YouTube (2018-2021)
- Con C de Carmen en YouTube (2018-presente)